# Франческа Бертіні
Елена Франческа Вітьєлло, відома як Франческа Бертіні (італ. Francesca Bertini; 1892—1985) — італійська акторка театру і кіно, «діва» німого кіно, перша італійська жінка-режисерка, продюсерка і сценаристка. Визнається першою в історії кінозіркою, що визначила феномен системи зірок як італійського кіно, так і інших національних кінематографів. Одна з найбільш впливових персон італійського кінематографа 1910-х.
Франческа Бертіні знялася в сумі у147 фільмах (з них 142 — належать до епохи німого кіно), значна частина яких вважаються втраченими.

## Біографія

### Ранні роки
Народилася у Флоренції, з 7 років використала ім'я Франческа з різними варіантами прізвищ до набуття того, під яким стала відомою. Починала виступати в театрах Неаполя, де провела юнацькі роки.
У 1904 році, переїхавши з матір'ю і вітчимом, театральними діячами, в Рим, дебютувала в п'єсі Сальваторе Ді Джакомо «Ассунта Спіна», в якій пізніше, привернувши до себе увагу самого драматурга, почне грати головну роль і вже в середині наступного десятиліття тримає славу в її екранізації.
У 1907 або 1908 роках, після переконань Ді Джакомо, Франческа вперше спробувала себе в кіно, зігравши в короткометражці «Богиня моря». Цей досвід залишався єдиним упродовж трьох років.
Бертіні продовжувала грати в театрі, зокрема, в трупі Альфредо Кампиони, чергуючи амплуа дівчини з народу, відточеного нею під час перебування в неаполітанському «Народному театрі», з витонченими ролями з класичних творів.
У 1910-му Бертіні повертається в кіно і в один календарний рік знімається в 7 фільмах, стрімко виходячи на видні позиції в національному кіно: від епізоду в образі юної рабині в «Саломеї» Уго Фалени до головної ролі в «Лукреції Борджіа» Маріо Казеріні пролягли лічені місяці. Завершуючи перший рік активної кінокар'єри роллю Корделії в «Королі Лірі», екранізації Джероламо Ло Савіо, Бертіні віддаляється від театру. У 1911 році вона розвиває успіх: на рахунку акторки успішні ролі Франчески да Ріміні в однойменному фільмі Уго Фалени, режисера, з яким їй доводилося працювати в цей період частіше, ніж з іншими, і Ізольди в екранної версії знаменитого лицарського роману, поставленої так само Фаленою. У 1912 році Франческа Бертіні уклала перший тривалий професійний контракт: вона стала акторкою кінофірми «Celio», очолюваної режисером Бальдассаре Негроні.

### Діва «Celio»
1912 й в кар'єрі Бертіні відзначений 20 фільмами з нею в головній або одній з головних ролей. Бертіні стала чи не першою італійською кіноакторкою, що підійшла до молодого мистецтва з усією серйозністю, зуміла всеосяжно висловити в нових умовах універсальний сценічний талант. Вона стає першою дівою фірми Негроні.
Вишукана флорентійка, по вихованню темпераментна неаполітанка, вона отримує перші схвальні відгуки критики, режисерів і аудиторії. У складній в тому числі і під впливом успіху Бертіні системі дів в італійському кіно їй самій відведене виняткове місце: на відміну від Ліди Бореллі, Піни Монікеллі або Есперо Сантос, що стали відомими пізніше, Бертіні перебирає радикально різні образи в різних жанрах і всюди виявляється переконливою. Екзальтована, під стать актуальному моменту гра в одних випадках змінювалася випереджуючим час натуралізмом — в інших. Варіюючи історичні сюжети і сучасні, драми — і комедії, переміщаючись по той бік екрану по всій соціальній драбині, невимушено крейсуючи між дном і вищим світом, не гребуючи відступати в тінь і розробляти другорядні образи, Бертіні згодом виявляє свою нішу в традиційній для італійського кіно салонній мелодрамі, але трактує її відповідно до своїх уявлень про жанр і про перспективи, які він таїть.
Але перед тим, як відбудеться прем'єра ключового фільму Бертіні, вона втілює безліч історичних і літературних героїнь, бере участь в кількох десятках продукцій, досягає свого піку кіноіндустрії, зокрема знімається у Джованні Пастроне в невеликій ролі в колосальній «Кабірії», і береться до осягнення азів інших кінопрофесій, зіткнувшись на цьому шляху з яскравим спротивом.
У рік виходу епохального Пеплум Бертіні покинула кінофірму Негроні, подальший творчий і професійний розвиток в рамках якої став для кінематографістки неможливим, і перейшла на «Caesar Film». Однією з останніх значущих робіт Бертіні для «Celio» стала роль П'єро в фільмі Негроні «Історія П'єро».

### Розквіт творчості
Інтереси Франчески Бертіні і керівників «Цезар Фільм» на чолі з Джузеппе Бараттоло утворили синтез і накопичення досвіду декадентської естетики. Фірма заради конкуренції пішла далі і надала повну свободу дій в процесі роботи над кінофільмами. Таким чином, Бертіні отримала можливість, крім написання сценаріїв, продюсувати і режисувати.
Прем'єра Magnum Opus Бертіні, картини «Ассунта Спина», що презентує її художній і кінематографічний досвід, вперше як режисерки і сценаристки, відбулася 28 жовтня 1915 року в Римі. Бертіні привернула увагу знаменитого актора Густаво Серена. У Франції, однак, для мисткині був кінець творчої свободи. Потужний соціальний посил «Ассунта Спина» в поєднанні з досконалістю реалізації призвів до того, що можливі наслідки впливу на бідних і малозабезпечених верств населення набували дедалі більшого значення для фільмів. Політика «Цезар Фільм» явно змінилася, і в фільмах були всі ті ж салонні мелодії, костюми і фільми. Пов'язана контрактом, Бертіні була змушена залишити роботу на розвиток і просування реалістичного кіно і зосередитися в бульварному жанрі.
Тим не менш, вона повинна бути позначена як жанр-стилістична концепція. «Цезар Фільм» класичних творів, в тому ж 1915 році, організований постановкою «Дами з камеліями», грамотно здійсненої Серено, роком пізніше на екрані «Федору». Однак, губилися. «Цезар Фільм» був зроблений в значній мірі для того, щоб компенсувати вимушений конформізм, який повинен був стати історією кіноіндустрії рекламної кампанії, що прославляє і практично обожнює актори, які були закладені Апеннін, в Голлівуді, системи кінозірок.

### Кінець епохи «дів»
До кінця 1910-х Бертіні освоїла свій статус і увійшла у смак, поза екраном отримавши репутацію примхливої кінодіви, що використовує своє становище на «Caesar Film» часом на шкоду фільмам. Практично не присутнє в її житті суперництво з іншими дівами вийшло тепер чи не на перший план в кар'єрі. Проте цей період в біографії Бертіні історії італійського кіно, відтепер занурюється в занепад, викликаний в тому числі і гіпертрофікаціею ролі «дівизму» в національному кіномистецтві, виявився вкрай плідним в сенсі експорту характерних образів і стилістичних кліше на всілякі кінематографії по обидва боки Атлантики. Найчастіше пригнічуючи всіх і вся, зосереджуючи в своїх руках кінопроцес і вибудовуючи його виключно для себе і заради себе, Франческа повинна була нести повну відповідальність і за невдачі, і за що стають все більш рідкісними творчі перемоги. До останніх можна віднести варіацію «Тоски», зняту за допомогою Альфредо Де Антоні в 1918 році, де вічна харизматичність Бертіні найбільш органічно зійшлася з тієї особливою експресією, яку вона виробляла в постановках, в основному прохідних, останніх років, на цей раз відставивши вбік зв'язавшись було з нею штамп романтичної героїні, але, як показали подальші ролі, зовсім не подолавши його. Після «Тоски» Франческа Бертіні домоглася офіційної самостійності від Джузеппе Бараттоло, організувавши підлеглий особисто їй філія кінофірми «Caesar Film», який отримав назвою «Bertini Film». Картини, випущені там в наступні роки, не рахуючи першого великого підприємства для нової компанії, амбітного чотирисерійний фільму «Сім смертних гріхів», відрізнялися низькою якістю, але приносили Бертіні заробіток, як мінімум порівнянний з прибутком провідних італійських продюсерів.

### Завершення кар'єри
В 1921, пошлюбивши швейцарського банкіра Поля Картьє, що негативно ставився до кінематографа, Бертіні звела до мінімуму кількість фільмів, в роботі на якими була задіяна, і погодилася на переїзд до Швейцарії. В 1922 і 1923 виходять по два фільми з її участю, в 1924 — один. Розлучившись з Картьє, з сином на руках, з 1925 по 1931 рік Бертіні робить численні спроби знову заявити про себе в кіно, але не в Італії, а у Франції. Вона працює в насиченому графіку, але безрезультатно: домогтися реанімації кар'єри і колишньої слави не вдалося. В 1935 рік у, після чотирирічної перерви в акторській діяльності, Бертіні вперше знімається в звуковому фільмі, в «Одетті» у Жака Уссена. Новий досвід виявився невдалим: до звукового кіно зірка німого адаптуватися не змогла, і була озвучена іншою акторкою. На цьому активна кар'єра Франчески Бертіні закінчилася.
Після війни, на хвилі загального інтересу до італійського неореалізму і історії його зародження, висхідній до робіт Бертіні на «Caesar Film», у неї з'явився шанс повернутися в кіно, але тепер їй самій це було не дуже цікаво, і від пропозицій щодо укладення нових контрактів вона відмовилася. Але Бертіні продовжувала з'являтися в кіно, правда, виключно символічно, по разу в десятиліття, до 1970-х включно. Поживши у Франції і Іспанії, в 1953 рік у Бертіні повернулася на батьківщину і до кінця вела відокремлений спосіб життя, опинившись фактично забутою і невідомою для нових поколінь італійських, не кажучи вже про світових цінителів кіно.

### Останні роки
Сплеск інтересу в Італії до кіномистецтва домуссолінівського періоду і, зокрема, творчості Франчески Бертіні, трапився після виходу в 1976 рік у епічного фільму Бернардо Бертолуччі «Двадцяте століття», в якому акторка, насилу переконана режисером перервати свою ізоляцію, виконала епізодичну роль сестри Дезолати.
Унікальне, ґрунтовне телеінтерв'ю акторки для Джанфранко Мінгоцці увійшло в хронометраж створеного даними автором документального фільму «Остання діва: Франческа Бертіні», що вийшов у 1982.

## Вибрана фільмографія

### Режисерка
- 1915 — «Ассунта Спина» (італ. Assunta Spina), спільно з Густаво Сереною
- 1918 — «Тоска» (італ. Tosca), спільно з Альфредо Де Антоні

### Продюсерка
- 1918 — «Сім смертних гріхів» (італ. I sette peccati capitali, реж .: Альфредо Де Антоні, Едоардо Бенчівенга і ін.)
- 1920 — «Маріон, артистка кабаре» (італ. Marion, artista di caffè-concerto, реж .: Роберто Роберти), спільно з Джузеппе Бараттоло

### Акторка
- 1910 — «Лукреція Борджіа» (італ. Lucrezia Borgia, реж .: Маріо Казеріні)
- 1910 — «Король Лір» (італ. Re Lear, реж .: Джероламо Ло Савіо)
- 1912 — «Трагічна ідилія» (італ. Idillio tragico, реж .: Бальдассаре Негроні)
- 1914 — «Історія П'єро» (фр. Histoire d'un Pierrot, реж .: Бальдассаре Негроні)
- 1914 — «Кабірія» (італ. Cabiria, реж .: Джованні Пастроне)
- 1915 — «Ассунта Спина» (італ. Assunta Spina, реж .: Густаво Серена, Франческа Бертини)
- 1915 — «Дама з камеліями» (італ. La signora delle camelie, реж .: Густаво Серена)
- 1916 — «Одетта» (італ. Odette, реж .: Джузеппе Де Ліґорі)
- 1916 — «Федора» (італ. Fedora, реж .: Джузеппе Де Ліґорі, Густаво Серена)
- 1916 — «Страсна пісня любові і печалі»
- 1917 — «Процес Клемансо» (італ. Il processo Clémenceau, реж .: Альфредо Де Антоні)
- 1918 — «Тоска» (італ. Tosca, реж .: Альфредо Де Антоні)
- 1924 — «Остання мрія» (італ. Ultimo sogno, реж .: Роберто Роберти)
- 1925 — «Юність диявола» (італ. La giovinezza del diavolo, реж .: Роберто Роберти)
- 1930 — «Жінка на одну ніч» (фр. La femme d'une nuit, реж .: Марсель Л'Ербье)
- 1957 — «На півдні без змін» (італ. A sud niente di nuovo, реж .: Джорджо Сімонеллі)
- 1976 — «Двадцяте століття» (італ. Novecento, реж .: Бернардо Бертолуччі)